# Давид Анахт
Дави́д Ана́хт (арм. Դավիթ Անհաղթ, Давид Непобедимый; конец V века — 1-я половина VI века) — армянский философ-неоплатоник, представитель Александрийской школы неоплатонизма.

## Философская деятельность
Давид Анахт учился в Александрии у неоплатоника Олимпиодора, на которого позже не раз ссылался, и в Афинах.
Прозвище «Непобедимый» получил за постоянные победы в философских спорах. Философской деятельностью занимался в Византии, в зрелом возрасте вернулся в Армению. Умер в Северной Армении. Произведения сохранились на армянском и греческом языках. 
Философия Давида Анахта изложена в четырёх сочинениях: «Определения философии», «Анализ „Введения“ Порфирия», «Толкование "Категорий" Аристотеля», «Толкование "Аналитики" Аристотеля». Она сочетает классический платонизм с элементами учения Аристотеля и Пифагора. В работах затрагивается широкий круг философских вопросов: о природе и назначении философского знания, о возможностях человека в познании мира, о роли логики в познавательных процессах и др.

### Трактат «Определения философии»
Наибольшую известность получил трактат Давида Анахта «Определения философии». В этом трактате Давид осуждает скептицизм и релятивизм, отстаивает значение и ценность философской мысли. Философию он подразделяет на теоретическую и практическую. Исходным началом теоретической философии является познавательная способность души, опирающаяся на практические нужды человека; целью — постижение сущего. Практическая философия, на основе результатов теоретической, должна вести души людей к добродетели. Указание путей избежания зла, стремление к духовному возвышению и самосовершенствованию — вот главное, по Давиду, предназначение философии в целом.
В отношении философии существует шесть подходов-определений:
1. Философия есть не только наука о сущем, но и о сущем как таковом, то есть о природе сущего.
2. [По Платону] Философия есть наука о божественных и человеческих вещах (то есть, философия оперирует крайними или предельными категориями).
3. Философия есть забота о смерти; при этом, смерть понимается здесь не в буквальном смысле, но в логическом, как становление, не пустое и не лишённое назначения, но такое, в котором достигаемая цель, так или иначе, присутствует в каждом моменте.
4. Философия есть уподобление Богу. При этом такое уподобление снова следует понимать логически; то есть, в аспектах общекачественном, разнокачественном, разновидном и символическом; и если философия есть уподобление Богу, то это не есть какое-либо частное уподобление, но самое общее.
5. [По Аристотелю] Философия есть «искусство искусств и наука наук». При этом, когда мы говорим «наука наук» или «искусство искусств», первая категория в этих двух парах понятий, очевидно, обладает гораздо более общим характером. Геометрия, например, есть тоже наука, фонетика есть тоже наука и т. п., но ни то, ни другое не есть ни «наука наук», ни «искусство искусств».
6. Если философию определяют как «любовь к мудрости», используя этимологию самого термина «философия», что, в таком случае, есть собственно мудрость? Мудрость есть цель самого разума, или истинная наука о сущем, то есть о Боге. При этом Давид проводит пять различений способности познания: ощущение (всегда только частичное), воображение (частичное знание об отсутствующей вещи), мнение (основанное и не основанное на знании причин), размышление (общее знание, основанное на знании причин) и разум (научное знание).

В отношении сущего существует четыре вопроса-подхода: Существует ли сущее? Что есть сущее? Какова сущность сущего? Для чего существует сущее?
1. Первый вопрос предполагает свои собственные три вопроса: вопрос о заведомо не сущем (фантастический козло-олень), о сомнительно сущем (надзвездное небо или антиподы), о несомненно сущем (человек, лошадь, орёл).
2. На второй вопрос ответ может быть получен при помощи имени, или при помощи определения; имя отвечает на вопрос: «что это такое?»; определение есть подведение существенного частного под общее, так, чтобы выявлялась природа определяемого.
3. Здесь же возникает ответ на третий вопрос, поскольку развёрнутое определение в сравнении с простым именем как раз и содержит в себе все признаки, которые отвечают на вопрос: каково сущее? (То есть, вопросы о том, что такое сущее и каково сущее по существу, суть один и тот же вопрос, данный в разных аспектах.)
4. Отвечая на четвёртый вопрос, о цели сущего, Давид, в числе прочего, выводит положение о том, что человек существует для «украшения сущего»; при этом знание должно служить духовному возвышению человека («Необходимо знать, что философия существует для того, чтобы облагородить и украсить человеческую душу»).

## Память
- В 1980 году, по решению ЮНЕСКО, отмечался 1500-летний юбилей Давида Анахта.
- В этом же году была выпущена почтовая марка СССР, посвящённая Давиду Анахту.
- Именем Давида Анахта названа одна из основных улиц административного района Канакер-Зейтун города Еревана.[2]

## Сочинения
- «Толкование „Аналитики“ Аристотеля», пер. с древнеармянского С. С. Аревшатяна. Ереван, 1967.
- «Определения философии», пер. с древнеармянского, предисловие и комментарии С. С. Аревшатяна. Ереван, 1960.
- «Анализ „Введения“ Порфирия».